# Enes obliquus
Enes obliquus är en skalbaggsart som beskrevs av Francis Polkinghorne Pascoe 1864. Enes obliquus ingår i släktet Enes och familjen långhorningar. Inga underarter finns listade i Catalogue of Life.